# Tu cara me suena (programa de televisión peruano)
Tu cara me suena es la versión peruana del programa de televisión español homónimo de Antena 3. En el concurso, ocho artistas deben ser caracterizados de un ícono musical e interpretar una de sus canciones más famosas. Se estrenó el 27 de octubre de 2013, presentado por Adolfo Aguilar y emitido por Frecuencia Latina.

## Mecánica del programa
Durante las galas los participantes deberán demostrar que son los mejores cantando e imitando al cantante real. Tras sus actuaciones, el jurado deberá valorar a los concursantes con una puntuación diferente a cada uno, del 5 (puntuación más baja) al 12 (puntuación más alta). Además, los concursantes darán 5 puntos a un compañero. El participante que mayor puntaje sume al final de la gala resulta ganador.
Al final de cada gala, el concursante con mayor puntuación podrá donar US$2,500 a la organización benéfica que elija. En el último programa de la temporada se elige al ganador mediante mensajes de texto o voto telefónico. Éste recibirá el premio de US$20,000.

### Calificaciones
Las puntuaciones son diferentes para cada participante (5, 6, 7, 8, 9, 10, 11 y 12 puntos). Cada integrante del jurado deberá entregar una nota por cada presentación sin poder repetir el puntaje que entrega a los concursantes. Es decir, Bettina Oneto no podrá calificar con un 8 a más de un participante, sino que deberá repartir toda la escala de puntos a los concursantes. Luego, los concursantes entregarán puntaje a sus compañeros: cada uno podrá entregar 5 puntos a un solo compañero.

## Temporadas
| Temporada | Temporada         | Galas | Emisión               | Emisión               | Finalistas       | Finalistas           | Finalistas   | Finalistas   |
| Temporada | Temporada         | Galas | Estreno               | Final                 | Primer lugar     | Segundo lugar        | Tercer lugar | Cuarto lugar |
| --------- | ----------------- | ----- | --------------------- | --------------------- | ---------------- | -------------------- | ------------ | ------------ |
|           | Primera temporada | 18    | 27 de octubre de 2013 | 23 de febrero de 2014 | Érika Villalobos | Christopher Gianotti | Leslie Shaw  | Elena Romero |

### Presentador y jurado
La conducción de la primera temporada está a cargo de Adolfo Aguilar. El jurado estuvo conformado por la actriz y comediante Bettina Oneto, el fallecido actor Ricky Tosso, el presentador y cantante Raúl Romero y la periodista Mónica Delta.

### Recepción
Su estreno lideró la lista de audiencia del domingo con 18 puntos. En repetidas ocasiones de la temporada siguió ocupando el primer lugar del índice de audiencia dominical.